# 소현천
소현천(小見川)은 경상북도 경주시 현곡면 남사리에서 발원하여 경주국립공원에 위치한 남사저수지를 지나, 내태저수지에서 흘러오는 태암천과 합류한 뒤 형산강으로 유입되는 지방하천이다.